# 巴特勒鎮區 (密蘇里州聖克萊爾縣)
巴特勒鎮區（英語：Butler Township）是位於美國密蘇里州聖克萊爾縣的一個行政鎮區。

## 地方資料
巴特勒鎮區的面積為155.68平方千米，當中陸地面積為145.66平方千米，而水域面積為10.02平方千米。根據2020年美國人口普查的數據，當地共有人口1434人，而人口密度為每平方千米9.21人。